# Národopisné muzeum Liptova
Národopisné a ovčácké muzeum Liptovský Hrádok je muzeum v Liptovském Hrádku, jde o část Liptovského muzea v Ružomberku. Muzeum bylo zřízeno rozhodnutím Okresního národního výboru v Liptovském Hrádku usnesením č. 214 ze dne 15. června 1955 ještě jako Okresní vlastivědné muzeum hornoliptovského lidu. Na Národopisné muzeum Liptova bylo přejmenováno až v roce 1960, kdy byla rozšířena i jeho spádová oblast na území celého Liptova.

## Dějiny
Od roku 1974 je organizačně přičleněno k Liptovském muzeu v Ružomberku. Do roku 1988 mělo Národopisné muzeum sídlo v historickém objektu renesančního zámečku při rovinném hradu ze začátku 14. století. V průběhu sedmdesátých a osmdesátých let 20. století patřilo Národopisné muzeum mezi nejnavštěvovanější muzea na Slovensku. Kromě velké národopisné expozice, jejíž součástí byla prezentace lidového oděvu a textilu, lidového modrotisku, bydlení, zemědělství, salašnictví, lidového hrnčířství a různých druhů řemeslných technik a zpracování přírodních materiálů, muzeum ročně připravilo šest vlastních výstavních akcí. Již v roce 1987 se začalo se stahováním sbírkového fondu a pracoviště muzea v souvislosti s plánovanou rekonstrukcí hradu a zámečku. Muzeum získalo náhradní prostory pronájmem objektu na Hviezdoslavovy ulici od Městského úřadu v Liptovském Hrádku, tyto však byly poskytovaly pouze velmi omezené podmínky pro samotné pracoviště a správu fondu. Depozitáře muzea byly zřízeny v externích objektech muzea - Pribylina, Liptovský Mikuláš, Bobrovec.

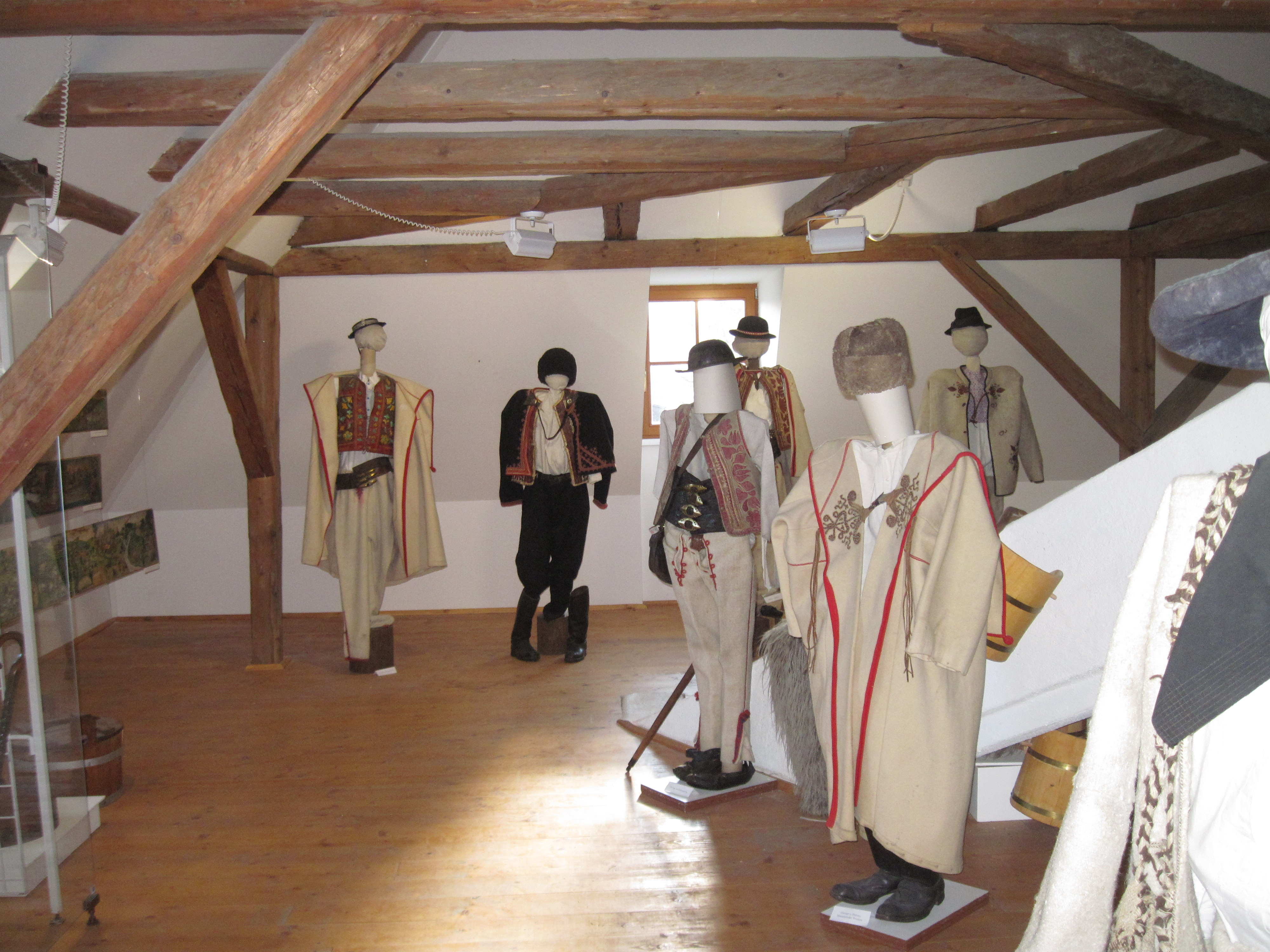
Figuríny v ovčáckých oděvech z nejvýznamnějších kulturněhistorických regionů Slovenska

Přesídlením do dočasných prostor a současným odprodejem objektu hradu a zámečku do soukromých rukou ztratilo Národopisné muzeum nejen své sídlo, ale také možnost pracovat s veřejností. Poměrně dlouhou dobu - 17 let nebyly ve městě Liptovský Hrádok expoziční a výstavní prostory, což výrazně pociťovali nejen návštěvníci města, ale především žáci základních a středních škol, obyvatelé města a regionu.
Novým důstojným sídlem národopisného muzea je od roku 2004 historická budova Solného úřadu, kterou pro muzeum zakoupil zřizovatel Žilinský samosprávný kraj.

## Adresa muzea
Budova byla postavena v roce 1728 jako administrativní budova královského solného skladu nazývaná "Mravník". Budova sloužila i jako sídlo Měďového úřadu v Liptovském Hrádku (Kupferamt in Hrádek).
Velký podíl na zvelebení historické budovy měl komorský lesní prefekt František Wisner z Morgensternu. Jemu se připisuje výtvarná výzdoba prostor Solného úřadu s pruskými klenbami. Na stropech je štuková výzdoba a barevné iluzivní malby s rostlinným a geometrickým ornamentem, které byly nalezeny pod omítkami při rekonstrukci v letech 2003–2004. Podle posouzení autorizovaného restaurátora akad. malíře Josefa Dorice jde o vysokou kvalitu dekorativní výzdoby technikou secco, se špičkovou mistrovskou úrovní umělecko-řemeslného zpracování a kultivovanou barevností.

## Expozice

### Úřad komorského prefekta Likavsko - hrádockého panství
V roce 1731 dědic knížete Ján Lichtensteina, Emanuel Lichtenstein odprodal panství Hrádok za 170 000 zlatých uherské královské komoře. Po prodeji Hrádku bylo panství dočasně spravované vedením Solného úřadu. Sloučením s Likavským komorským panstvím vzniklo v roce 1762 spojené Likavsko - Hrádocké komorské panství, jehož sídlem se stal Hrádok, kde již na začátku 18. století vznikla v blízkosti hradu malá osada lesníků a panských úředníků.
Komorský prefekt a jeho úředníci plnili množství úkolů: vykonávali funkce feudální vrchnosti vůči obcím komorského panství, obhospodařovali obrovský lesní komplex původních hradních panství Hrádok a Likava, rozprostírající se po celém území Liptova, organizovali lesnictví a obchod se dřevem. V 18. a 19. století nastal velký technický a ekonomický rozmach komorského panství.
Prvním velkým mužem a podněcovatelem na čele Likavsko-hrádockého panství byl Jan Xaver Girsík, jeho nástupcem a novým komorským prefektem se stal František Wisner z Morgensternu, muž s bohatými lesnickými a vojenskými zkušenostmi a organizačním talentem. Po příchodu do Liptovského Hrádku v roce 1796 zde zřídil lesnickou školu, která byla první svého druhu v Uhersku. Zasloužil se i o vybudování vodních jezů v Malužiné v roce 1799, ve Svarínu v roce 1800, budování mostů a římskokatolického kostela v Liptovském Hrádku. Především jeho zásluhou byl Liptovský Hrádok císařem povýšen v roce 1805 na komorské městečko a přičinil se i o jeho kulturní pozdvižení. Byl iniciátorem divadelních představení v prostorách lesnické školy a v roce 1798 inicioval zakoupení nových varhan do kostela v Hrádku. Organizoval tu první koncerty chrámové hudby v liptovském kontextu. V roce 1791 ho císař František I. povýšil do šlechtického stavu, povolil mu používat přídomek "z Morgensternu" a udělil mu erb.
Na prvním patře v budově muzea je zpřístupněna expozice úřadu prefekta komorského Likavsko-hrádockého panství. Kromě slavnostního společenského sálu jsou zde dva salony a pracovna prefekta Františka Wisnera. Mimo bohaté sbírky trofejí, uměleckých děl a historického nábytku jsou zde i předměty přibližující život a práci lesníků a myslivců.

### Ovčácké muzeum

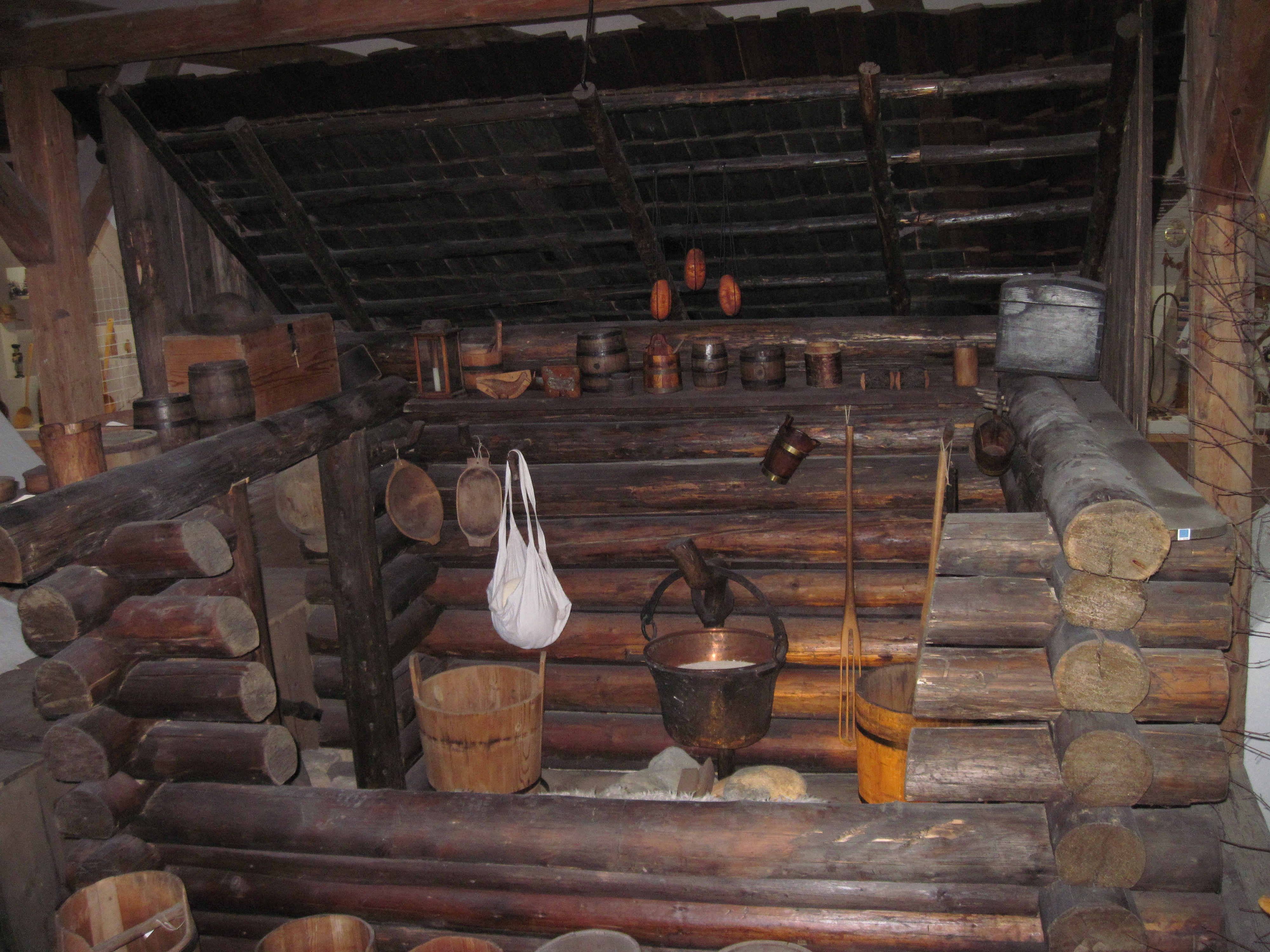
Typická salašnická dřevěná koliba na Liptově

Specializovaná expozice pastýřské kultury je v národopisného muzea zpřístupněna od října 2005. Je vybudována v podkroví historického objektu, což umožnilo její netradiční expozici a výtvarné řešení s využitím původních konstrukčních prvků krovu a původních komínových těles. Má nadregionální charakter a jejím cílem je prezentace kulturních tradic spojených s ovčáctvím a pastevectvím.
Již při vstupu do expozice návštěvníka upoutají typické salašnické stavby. V dřevěné kolibě a kolem ní jsou uloženy charakteristické dřevěné nádoby na ovčí mléko - putera, gelety na dojení, lagvice a obone na transport žinčice. Také jsou zde vařečky, trepáky, črpáky, formy na sýr a další předměty i osobní věci ovčáků. Uprostřed při boční stěně je ohniště, které nesmělo během celého období pastvy vyhasnout. Oproti je jednoduché dřevěné lůžko s dekou z ovčí vlny, které sloužilo na odpočinek bačovi. Ostatní ovčáci spávali v přístřešcích - strežiarňach u ovcí, aby je ochránili před dravou zvěří a zloději.
Komarnik, což je přístřešek se šindelovou střechou, je stavba typická pro horní Liptov. Sloužila bačovi na odkládání sýra, aby byl při dozrávání chráněn před hmyzem. Také sem dávali i jiné vzácnější předměty, mezi které patřily například zvonce.
Ve vitrínách první části expozice jsou instalovány předměty spojené s tradičními formami salašnického způsobu chovu ovcí. Jsou to bohatě zdobené črpáky na pití žinčice z různých regionů. Kromě pracovních nástrojů a pomůcek dominují předměty úzce spojené se samotnými ovčáky - oděvní součástky, charakteristické doplňky, ke kterým patří bohatě zdobené pastýřské tašky, široké opasky s více přezkami, valašky, hole, ale také šperky a ozdoby. V Liptově nosili bačové široké mosazné prsteny, spony, blanciare na košile, ozdobné puklice, přezky a jiné spony.
V prostoru jsou figuríny v oděvu ovčáků z nejvýznamnějších kulturních regionů Slovenska. Kromě Liptova je to Orava, Horehroní, okolí Banské Bystrice, Podpolaní, Hont, Gemer, Spiš, Zamaguří a další oblasti, pro které byl charakteristický chov ovcí spojený se specifickým zpracováním jejich produkce.
Ovčáctví a chov ovcí valašským způsobem je unikátem a specifikem tradiční lidové kultury Slovenska. Jeho jedinečnost je také v tom, že se v něm spojují ekonomické, hospodářské, právní a kulturní aspekty. Pastýřská kultura a chov ovcí byly na Slovensku od nejstarších dob přínosem nejen v ekonomické oblasti, ale našly odraz i ve výtvarném umění, v hudebním a tanečním folklóru. Všechny tyto součásti jsou díky různým okolnostem dodnes živé, představují živou kulturní tradici. Svou odlišností od kultur jiných národů představují významný vklad Slovenska do evropských kulturních tradic.